# مذبحة إن دن
مذبحة إن دن هي مجزرة جماعية قادها جيش ميانمار وسكان الراخين المسلحون في قرية إن دن، في ولاية راخين في ميانمار ضد سكان أقلية الروهينغيا المسلمة في 2 سبتمبر 2017.
تم اتهام الضحايا من قبل السلطات بأنهم أعضاء في جيش أركان إنقاذ روهينغا (ARSA). فيما خلص تحقيق أجراه القوات المسلحة في الميانمارية (تاتمادوا) في 10 يناير 2018 إلى أنه كان هناك بالفعل إعدام جماعي للروهينغيا في قرية إن دن، مما يمثل الحالة الأولى التي اعترف فيها الجيش بعمليات القتل خارج نطاق القضاء خلال «عمليات التطهير» في المنطقة.

## الخلفية وتسلسل الأحداث
يعتبر شعب الروهينجا أقلية عرقية تعيش بشكل رئيسي في المنطقة الشمالية من ولاية راخين في ميانمار، وقد وصفت بأنها واحدة من أكثر الأقليات اضطهاداً في العالم.
في العصور الحديثة، يعود اضطهاد الروهينجا في ميانمار إلى السبعينيات. حيث كان الروهينجا هدفًا للاضطهاد من قبل الحكومة والطائفة البوذية المتشددة بشكل منتظم. كثيرا ما تم استغلال التوتر بين الجماعات الدينية المختلفة في البلاد من قبل الحكومات العسكرية السابقة في ميانمار.
وفقا لمنظمة العفو الدولية، عانى الروهينجا من انتهاكات حقوق الإنسان في ظل الديكتاتوريات العسكرية المتعاقبة منذ عام 1978، فنزحت أعداد غفيرة منهم نتيجة اذلك إلى بنغلاديش والدول المجاورة. في عام 2005، ساعدت المفوضية السامية للأمم المتحدة لشؤون اللاجئين في إعادة الروهينغا من بنغلاديش، لكن مزاعم انتهاكات حقوق الإنسان في مخيمات اللاجئين هددت الجهود المبذولة. في عام 2015، بقي 140,000 شخصا من الروهينجا في معسكرات النازحين بعد أعمال الشغب المجتمعية في عام 2012.
في 9 أكتوبر 2016، شن المتمردون من جيش أراكان روهينغيا للإنقاذ (ARSA) أول هجوم واسع النطاق على المعابر الحدودية البورمية التابعة للحدود بين بنغلاديش وميانمار، في 25 أغسطس 2017، تم شن هجوم ثانٍ واسع النطاق أدى إلى «عمليات جديدة لإزالة الألغام» من قبل حكومة ميانمار، والتي يقول منتقدوها إنها استهدفت المدنيين.
بعد جيش أراكان روهينغيا للإنقاذ (ARSA) في 25 أغسطس 2017، وصلت قوات من حوالي 80 جنديًا بورميًا إلى قرية إن دن في 27 أغسطس لتجنيد القرويين البوذيين في منطقة راخين من أجل «الأمن الوطني». بدأ أفراد من القوات المسلحة (تاتماداو) وشرطة حرس الحدود (BGP) والمجتمع المحلي لراخين في إحراق منازل الروهينجا، مع إبقاء منازل الراخين سليمة. تم تأكيد التدمير في فندق إن إن بواسطة أدلة الأقمار الصناعية التي تم الحصول عليها قبل وبعد 28 أغسطس. فر عدة مئات من قروي الروهنجيا من قرية إن دن الغربية إلى الجبال الشرقية، وكان الكثير منهم ينوون الفرار إلى مخيمات اللاجئين في بنغلاديش.

## الضحايا
كان الضحايا جميعهم من القرويين من «فندق إن دن» وبعض الصيادين ومدرس إسلامي وطالبان في المدرسة الثانوية.
- أبولو (17 سنة)، تلميذ في المدرسة الثانوية
- رشيد أحمد (18 عاماً)، تلميذ بالمدرسة الثانوية
- أبو الهاشم (25 عاماً)، صاحب متجر وأب لثلاثة أطفال
- نور محمد (29 عامًا)، تاجر أسماك
- عبد الملك (30 عاماً)، إمام القرية وأب لخمسة أطفال
- ديل محمد (35 عامًا)، تاجر سمك ووالد لطفل واحد
- شوكت الله (35 عامًا)، صيادوأصم جزئيا
- هابيزو (40 عامًا)، تاجر أسماك، أب لثلاثة أولاد
- عبد المجيد (45 سنة)، مزارع بقال، أب لثمانية أولاد
- شاكر أحمد (45 عامًا)، تاجر أسماك وأب لتسعة أولاد

## المذبحة
في 1 سبتمبر، بدأ العديد من القرويين المختبئين في الجبال في النزول على شواطئ إن دن بحثًا عن الطعام. وصل جنود مسلحون وشبه عسكريون واعتقلوا عشرة رجال على الشاطئ، اتهموهم بأنهم أعضاء في جيش صرب البوسنة. طبقًا لشهود عيان محليين من راخين، تم نقل الرجال إلى مدرسة القرية في حوالي الساعة 5 مساءً، حيث تم تصويرهم وتغيير ملابسهم وإطعامهم بما كان آخر وجبة لهم.
في صباح اليوم التالي، تم تصوير الرجال مرة أخرى من قبل الجيش راكعين على الأرض. ثم تسلقوا التل وأطلق عليهم الجنود النار في الرأس. صرح éسو تشايé جندي متقاعد محلي ساعد في حفر المقبرة الجماعية لصحيفة رويترز إن كل ضحية قتل مرتين إلى ثلاث مرات. وفقًا لما ذكره تشاي، فقد نجح بعض الضحايا في البقاء وتسببوا في ضجيج أثناء دفنهم أحياء، مما دفع مجموعة من القوات شبه العسكرية المحلية إلى تقطيعهم بالسواطير.

## التحقيق العسكري
نشر اللواء مين أونغ هلينغ مقالا على فيسبوك، أعلن فيه أن القوات المسلحة (تاتماداو) سوف يتم التحقيق معها في تقارير عن مقبرة جماعية في قرية إن دن. في 10 يناير 2018، أصدر الجيش على لسان اللواء مين أونغ هلينغ نتائج التحقيق من خلال منشور ثان له على فيسبوك. نشر فيه اعتراف بوجود مقبرة جماعية في إن دن تحتوي على جثث من الروهينغا، لكن لم تقع مذبحة وأن الذين كانوا في القبر كانوا «إرهابيين بنغاليين» احتجزهم الجنود في مقبرة القرية. وفقًا للمنشور، تم إعدام الروهينغا في القبر من قبل قوات الأمن في 2 سبتمبر 2017، بعد أن تم تحديد أنهم «إرهابيون بنغال». كانت هذه هي المرة الأولى التي يتعرف فيها الجيش على عمليات الإعدام خارج نطاق القضاء التي يقوم بها الجنود خلال «عمليات إزالة الألغام» في المنطقة.
تم نشر بيان نيابة عن الجيش من قبل مين أونغ هيلينغ على صفحته على فيسبوك في 10 أبريل 2018، أعلن فيه أن سبعة جنود قد أدينوا بتهمة القتل لمشاركتهم في عمليات الإعدام وحكم عليهم بالسجن لمدة عشر سنوات مع الأشغال الشاقة في «منطقة نائية». ومع ذلك، فقد تم إطلاق سراحهم جميعًا من السجن بعد أقل من عام من بدء العقوبة.

## ردود الحكومة
- : قبل نشرة رويترز، رد المتحدث باسم حكومة ميانمار زاو هتاي على مزاعم سوء المعاملة في فندق إن دن بقوله إن الحكومة ستحقق فيها إذا كانت هناك «أدلة قوية وموثوقة».[19] بعد نشر المنشور، أعلن زاو هتاي أن الحكومة ستتخذ «تدابير وفقًا للقانون» ضد مرتكبي المذبحة، مشيرا إلى أنها ليست ردًا على المنشور.[20] حققت السلطات البورمية مع مدير قرية راخين، الذي تحدث مع رويترز.[21] في 13 فبراير 2018، أعلن مكتب رئيس ميانمار أنه قد تم إلقاء القبض على 16 من المشتبه بهم فيما يتعلق بالمجزرة. من بينهم أربعة ضباط عسكريين وثلاثة من جنود التاتماداو وثلاثة ضباط شرطة وستة قرويين. سبعة من المشتبه بهم أدينوا فيما بعد بالقتل.[22]
- : ألقت نيكي هيلي، سفيرة الولايات المتحدة لدى الأمم المتحدة، كلمة أمام مجلس الأمن التابع للأمم المتحدة في 13 فبراير 2018، واصفة إنكار حكومة ميانمار للمجزرة «بالبشع». والقيود المفروضة على السفر في ولاية راخين عملاً متعمدًا «لمنع الوصول إلى منظمة قد تشهد على فظائع [قوات الأمن]». بالإضافة إلى أن القيود المفروضة على السفر في ولاية راخين عمل متعمد «لمنع الوصول إلى منظمة يمكن أن تشهد على فظائع قوات الأمن». كما دعت هيلي إلى إطلاق سراح صحفيين من رويترز زُعم أنهما سُجنا بسبب تغطيتهما للمذبحة.[23] بعد توجيه تهم ضد صحفيين من رويترز، أعربت السفارة الأمريكية في يانغون عن خيبة أملها، وحثت السلطات على «السماح للصحفيين بالعودة إلى عملهم وعائلاتهم» واصفا القرار بأنه «انتكاسة لحرية الصحافة وسيادة القانون في ميانمار».[24]